# U16-os női Ázsia-bajnokság
Az U16-os női Ázsia-bajnokság (angolul: AFC U-16 Women's Championship) egy az AFC által kiírt nemzetközi női labdarúgótorna, a 16 éven aluli női labdarúgók számára.
A tornát 2005 óta két évente rendezik meg és egyben selejtező is az U17-es női labdarúgó-világbajnokságra.
A jelenlegi címvédő és a tornák történetének legsikeresebb válogatottja Japán csapata 4 győzelemmel.

## Eddigi eredmények
| Év             | Rendező   |               | Döntő              | Döntő         | Döntő        |                    | Bronzmérkőzés | Bronzmérkőzés | Bronzmérkőzés |
| Év             | Rendező   | Győztes       | Eredmény           | Döntős        | 3. helyezett | Eredmény           | 4. helyezett  |               |               |
| 2005 Részletek | Dél-Korea | · Japán       | 1 - 1 (3 - 1 b.u.) | · Kína        | · Thaiföld   | 2 - 1              | · Dél-Korea   |               |               |
| 2007 Részletek | Malajzia  | · Észak-Korea | 3 - 0              | · Japán       | · Dél-Korea  | 1 - 1 (4 - 2 b.u.) | · Kína        |               |               |
| 2009 Részletek | Thaiföld  | · Dél-Korea   | 4 - 0              | · Észak-Korea | · Japán      | 6 - 2              | · Ausztrália  |               |               |
| 2011 Részletek | Kína      | · Japán       | [ n 1 ]            | · Észak-Korea | · Kína       | [ n 1 ]            | · Dél-Korea   |               |               |
| 2013 Részletek | Kína      | · Japán       | 1 - 1 (6 - 5 b.u.) | · Észak-Korea | · Kína       | 2 - 2 (4 - 2 b.u.) | · Thaiföld    |               |               |
| 2015 Részletek | Kína      | · Észak-Korea | 1 - 0              | · Japán       | · Kína       | 8 - 0              | · Thaiföld    |               |               |
| 2017 Részletek | Thaiföld  | · Észak-Korea | 2 - 0              | · Dél-Korea   | · Japán      | 1 - 0              | · Kína        |               |               |
| 2019 Részletek | Thaiföld  | · Japán       | 2 - 1              | · Észak-Korea | · Kína       | 2 - 1              | · Ausztrália  |               |               |

- h.u. – hosszabbítás után
- b.u. – büntetők után

1. 1 2  Csoportkörös rendszer.

## Éremtáblázat
| Poz. | Ország      |   |   |   |   |
| ---- | ----------- | - | - | - | - |
| 1    | Japán       | 4 | 2 | 2 | 8 |
| 2    | Észak-Korea | 3 | 4 | 0 | 7 |
| 3    | Dél-Korea   | 1 | 1 | 1 | 3 |
| 4    | Kína        | 0 | 1 | 4 | 5 |
| 5    | Thaiföld    | 0 | 0 | 1 | 1 |